# Kevin Itabel
Kevin Fabián Itabel (Florida, 20 agosto 1993) è un ex calciatore argentino, di ruolo centrocampista.

## Caratteristiche tecniche
È un trequartista.